# Upper Redwater Lake
Upper Redwater Lake är en sjö i Kanada.   Den ligger i Nipissing District och provinsen Ontario, i den sydöstra delen av landet, 300 km nordväst om huvudstaden Ottawa. Upper Redwater Lake ligger 303 meter över havet. Arean är 1,3 kvadratkilometer. Den sträcker sig 2,3 kilometer i nord-sydlig riktning, och 2,8 kilometer i öst-västlig riktning.
I omgivningarna runt Upper Redwater Lake växer i huvudsak blandskog. Trakten runt Upper Redwater Lake är nära nog obefolkad, med mindre än två invånare per kvadratkilometer.